# Faruk İremet
Faruk İremet (* 1965 in Siverek, Şanlıurfa) ist ein zazaisch-schwedischer Schriftsteller und ehemaliger Verleger.

## Leben
Er wurde 1965 in der Stadt Siverek in der südöstlichen Türkei geboren. Die Grundschule besuchte er in Siverek, die Mittelschule und dann das Gymnasium in Diyarbakır. Ab 1982 arbeitete er für die „YSE“-Abteilung (Strasse, Wasser und Elektrizität) der Yol-İş-Gewerkschaft. Durch den militärischen Druck konnte er diese Tätigkeit aber nicht weiter ausüben und begann 1983 ein Fernstudium im Fach Volkswirtschaft in Eskisehir, das er aber abbrach. Ab 1984 arbeitete er als Lehrer im Dorf Sati in der Nähe von Diyarbakır.

### Berufliche Karriere
Die Gedichte İremets wurden zuerst 1985 in Ankara im Yeşil-Yürüyüş-Verlag, in Diyarbakır bei in der Öz-Diyarbakır-Zeitung und in vielen Zeitschriften veröffentlicht. Durch das Schulamt wurde er aus dem Lehramt enthoben. 1986 wanderte er nach Schweden aus und absolvierte eine Ausbildung und erlernte nebenbei die Programmiersprache Pascal; anschließend bildete man ihn in Skövde zum CNC-Programmierer aus. In diesem Beruf arbeitet er seit 1988 bei der Firma „Nobel“.
Im Jahre 1989 gründete er den SUK Verlag. Seine Gedichte und Veröffentlichungen wurden in den schwedischen Zeitschriften Falköpings Tidning, Folket I Bild und Snäckan veröffentlicht. 1994 stellte er die Arbeit am SUK-Verlags ein und eröffnete den Iremet-Verlag. 1995 gründete er mit einigen Freunden die Zeitschrift KORMIŞKAN-Bülten in zazaischer Sprache, deren Chefredakteur er war. Die Zeitschrift wurde nach sechs Ausgaben aus ökonomischen Gründen eingestellt. Danach übernahm er im April 2000 als Alleinredakteur die Zeitschrift ZazaPress. In den Jahren 1996 bis 2000 arbeitete er als Computerlehrer und hielt Vorträge. Seine Unterrichtsmethoden werden immer noch von Mitarbeitern verschiedener Behörden benutzt. Seit 2002 arbeitet er in der Arbeitsagentur in Stockholm als Arbeitsvermittler.
Faruk Iremet ist Mitglied des schwedischen Schriftsteller- und Lehrerverbandes.

## Werke
Türkisch
- Çöl Yağmuru, Gedichte, Falköping, Suk-Verlag, 1989.
- Katliamdan Kaçanlar, Gedichte, Falköping, Suk Verlag, 1990.
- Mitra, Gedichte, Ankara, Yarın Verlag, 1996, ISBN 91-87840-28-6

Zazaisch-Kurdisch
- Rondıkê Çavên Ti, Zazaische und Kurdische Gedichte, Stockholm, APEC Verlag, 1993. ISBN 91-87730-27-8

Schwedisch
- Och i älskades hunger, Gedichte auf Schwedisch, Stockholm, İremet Verlag, 1994, ISBN 91-972069-0-3.

Zazaisch
- Antolojiyê Ozanê Swêdi, Zazaca-antoloji, Stockholm, İremet Verlag, 1995, ISBN 91-972069-2-X.
- Zeritenık, Zazaische Gedischten, Stockholm, İremet-Verlag, 1996, ISBN 91-972069-7-0.
- Zonê Ma Zazaki (Unsere Sprache Zazaisch), Sprachverschiedenheiten Zazaisch-Kurdisch-Türkisch, Stockholm, İremet Verlag, 1996, ISBN 91-972069-8-9

## Verlagsarbeit

### Suk Verlag
- Faruk İremet, Çöl Yağmuru, Gedichte 1988
- Faruk İremet, Katliamdan Kaçanlar, Gedichte 1989.

### İremet Verlag
- Faruk İremet, Och i älskades hunger, Gedichte auf Schwedisch.
- Koyo Berz, Kole Nêba (ich werde nicht Sklave), Gedichte auf Zazaisch
- Koyo Berz, Namdarê Sêweregı-1 (Berühmte Siwereger), Zazaisch.
- Koyo Berz, ‘Ewro Şo, Meştı bê, Zazaische Volksgeschichten.
- Faruk İremet, Zeritenık, Gedichte auf Zazaisch.
- Koyo Berz, Dêrsım (Dersim), Gedichte auf Zazaisch.
- Faruk İremet, Antolojiyê Ozanê Swêdi, auf Zazaisch.
- Carina Nilson, Minnenas Tempel, Gedichte auf Schwedisch.
- Faruk İremet, Zonê Ma Zazaki (Unsere Sprache Zazaki), Zazaisch-Türkisch-Schwedisch.
- Safiya Pak, Xeribey ıd, Keye dı-In der Fremde zu Hause, Gedichte, in Zazaisch und Deutsch.
- Terry Lynn Todd, A Grammar Of Dimili (Rechtschreibung der Dimli), Englisch.
- Kormışkan-Bülten, Zeitschrift 1995–97, 5 Ausgaben.
- ZazaPress, Zeitschrift 2000–2005, 15 Ausgaben
- Na Zeri – CD (Lieder in Zazaisch), 2006

## Quelle
- Faruk İremet
- ZazaPress – Zeitschrift der Zaza Sprache und Kultur
- İremet Verlag
- Kormıskan-Bülten, Zeitschrift der Zaza Sprache und Kultur
- Reportage aus dem schwedischen Fernsehen mit Faruk İremet

| Personendaten    | Personendaten                                                |
| ---------------- | ------------------------------------------------------------ |
| NAME             | İremet, Faruk                                                |
| KURZBESCHREIBUNG | zazaisch-schwedischer Schriftsteller und ehemaliger Verleger |
| GEBURTSDATUM     | 1965                                                         |
| GEBURTSORT       | Siverek, Şanlıurfa                                           |